# Erwin Schrott
Erwin Schrott (n. 21 decembrie 1972, Montevideo, Uruguai) este un bas-bariton uruguaian, cunoscut mai ales pentru interpretarea rolului principal din opera  Don Giovanni de Mozart.

## Carieră profesională
Schrott debutează ca cântăreț la Montevideo la vârsta de 22 ani în rolul Roucher din opera Andrea Chénier. Urmează apoi o scurtă perioadă la Teatro Municipal din Santiago de Chile unde interpretează rolurile Timur din Turandot, Colline din La Bohème, Sparafucile din Rigoletto și Ramfis din Aida. Câștigă în acest timp un concurs care îi permite să studieze în Italia.
Câștigă primul premiu și premiul publicului la Operalia în 1998.
Printre spectacolele mai importante de concert la care Schrott participă se numără un concert împreună cu Anna Netrebko, dirijat de Plácido Domingo la Centro de Bellas Artes din San Juan (Porto Rico) pe 9 octombrie 2007, un concert de gală pentru a cincea ediție a festivalului de muzică și de artă din Abu Dhabi, împreună cu Anna Netrebko și Elīna Garanča pe 29 martie 2008 cât și un concert solo la Münchner Residenz pe 9 noiembrie 2008.

## Biografie
Erwin Schrott a fost partenerul de viață al sopranei Anna Netrebko. Nu s-au căsătorit niciodată, iar în luna noiembrie a anului 2013, Netrebko a anunțat că ea și Schrott s-au separat. Au jucat împreună în Don Giovanni pe timpul unui turneu în Japonia cu New York Metropolitan Opera în iunie 2006. și la Royal Opera House în iunie 2007.  Fiul lor, Tiago Aruã, s-a născut pe 5 septembrie 2008 în Vienna.

## Înregistrări
- Mozart - Le nozze di Figaro (Figaro), Royal Opera House, 2008, dirijor  Antonio Pappano. Opas Arte, DVD & Blueray
- Donizetti - L'elisir d'amore (Dulcamara), Macerata Opera Festival, 2002, dirijor Niels Muus. Rai Trade DVD și CD
- Rossini - Moise în Egipt (Pharaon), Teatro alla Scala, 2003, dirijor Riccardo Muti. TDK DVD
- Arias de Mozart, Verdi, Berlioz, Gounod și Meyerbeer, 2008, Orquestra de la Comunitat Valenciana, dirijor Riccardo Frizza. Decca CD